# Валерио Бернабо
Валерио Бернабо (енгл. Valerio Bernabò; 3. март 1984) професионални је рагбиста и италијански репрезентативац, који тренутно игра за италијански тим Зебре из Парме. Висок је 198 цм, тежак је 112 кг и игра у другој линији мелеа. Од 2004. до 2007. је играо за Калвизано (31 меч), од 2007. до 2008. за Брив (5 утакмица), од 2008. до 2009. за поново за Калвизано (12 утакмица, 1 есеј), сезону 2009-2010 провео је у Роми (19 утакмица), а од 2010. до 2014. играо је за Бенетон Тревизо (78 утакмица, 1 есеј). Лета 2014. прешао је у садашњи тим Зебре. Дебитовао је за италијанску рагби репрезентацију 2004. против САД. За репрезентацију Италије је до сада одиграо 27 тест мечева.